# Mullard
Mullard (Ма́ллард) — британская компания, производитель электровакуумных и полупроводниковых приборов. Основана в 1920 году. С 1927 года входила в состав нидерландской группы Philips, но из-за внешнеполитических причин и изоляции внутреннего рынка Великобритании длительное время действовала автономно от материнской компании. В начале 1930-х годов Mullard заняла первое место среди британских производителей радиоламп, в 1950-е годы её господство на британском рынке ламп и кинескопов стало абсолютным — и по объёму производства, и по уровню технологии.
В середине 1950-х годов Mullard начала выпуск транзисторов, но уже в начале 1960-х проиграла в конкурентной борьбе американским компаниям и навсегда утратила технологическое лидерство. В 1988 году Philips вывела торговую марку Mullard из обращения; последнее электровакуумное производство бывшей Mullard было закрыто в 2009 году.

## Независимая компания (1920-е годы)
В 1916 году британские военные власти привлекли инженера-технолога Стэнли Малларда к организации производства вакуумных ламп по типу французского триода TM («серия R»). Во время работы на военных Малларду довелось заниматься и проблемами мощных генераторных ламп — одной из которых была низкая термостойкость применявшегося тогда стекла. Маллард продвигал идею внедрения кварцевого стекла из чистого диоксида кремния — тугоплавкого, надёжного, но чрезвычайно сложного в производстве материала. После демобилизации Маллард продолжил работы и к середине 1920 года довёл кварцевую технологию до готовности к внедрению в производство. Заручившись покровительством старых знакомых из военных ведомств и финансовой поддержкой частных инвесторов, 17 сентября 1920 года Маллард основал компанию Mullard Radio Valve. В первые годы компания — точнее, мастерская — Малларда базировалась на арендованных площадях электролампового завода в Хаммерсмите.
На средства, полученные за опытные работы по кварцевому стеклу и выпуск первой серии генераторных ламп для военных, Маллард наладил серийное производство обыкновенных триодов «серии R». Более совершенная технология и жёсткий контроль качества позволили ему демпинговать на рынке — его лампы стоили вдвое меньше, чем лампы конкурентов — но объём выпуска оставался скромным, порядка нескольких сотен ламп в неделю. В 1921 году Маллард расширил производство до тысячи ламп в неделю, но вскоре и этих его возможностей стало недостаточно: в конце 1922 года, c началом эфирного радиовещания, в стране возник массовый, пока никем не удовлетворённый, спрос на приёмно-усилительные лампы. У стен завода Mullard то и дело выстраивались очереди радиолюбителей-самодельщиков. Компания Marconi пыталась обуздать агрессивный стартап, вчинив Mullard иск о нарушении патентных прав, но предприниматель сумел отбиться, задействовав старые связи с военными. Правительство — что вообще случалось редко — открыто поддержало Mullard в гражданском споре. Адмиралтейство объявило Mullard критически важным для национальной обороны поставщиком, защиту Mullard в суде курировал юридический департамент правительства. Суды двух инстанций последовательно отказались удовлетворять иск Marconi.
В 1923 году Маллард, заинтересованный технологическими разработками Philips, привлёк в компанию инвестиции нидерландского монополиста и основал новый радиозавод в Белхэме. Уже в 1924 году это производство вышло на проектную мощность — два с половиной миллиона ламп в год. В 1925 году Mullard начала внедрение в производство новейшей разработки Philips — азидного процесса изготовления оксидных катодов прямого накала. Приёмно-усилительные лампы с катодами нового поколения маркировались литерами PM (Philips-Mullard). Внедрение оказалось неожиданно сложным и дорогостоящим, а качество продукции — нестабильным.

## Отделение Philips (1930-е годы)
В 1927 году Philips стала единоличным владельцем Mullard. Стэнли Маллард руководил компанией ещё два года. Не сумев сработаться с новым акционером, он покинул пост генерального директора, сохранив за собой место в совете директоров, которое занимал до 1970 года. В 1930 году компанию возглавил тридцатилетний представитель Philips Сьерд Эрикс, которому было суждено руководить Mullard до конца 1962 года. Переход контроля и смена менеджмента Mullard вызвали раздражение в военных ведомствах, но широкая публика их не заметила. Из-за тогдашних националистических настроений в Великобритании голландцы не афишировали приобретение и не стали внедрять на британский рынок собственную торговую марку. Присутствие Philips на британском рынке обозначалось лишь литерой P в обозначении ламп серии PM; в действительности множество этих ламп, продававшихся в Великобритании и маркированных клеймом Mullard, были сделаны в Нидерландах.
К 1932 году Mullard прочно заняла первое место среди британских производителей: компания контролировала 41 % рынка ламп. Деловая стратегия Эрикса основывалась на предоставлении выгодных условий крупнейшим клиентам: долгосрочные контракты с ними гарантировали низкую себестоимость массового производства и относительно стабильную загрузку заводских мощностей. Эрикс настаивал на сокращении номенклатуры выпускаемых ламп, что должно было усилить эффект масштаба, но в 1930-е годы это было невозможно. Конкуренты непрерывно выбрасывали на рынок новые серии ламп, и в ответ Mullard вынужденно расширяла линейку собственной продукции. Несмотря на кризис, рынок радиоламп продолжал расти, но оставался нестабильным и выраженно сезонным. Главным мотором сбыта были отраслевые выставки, проводившиеся в августе-сентябре; за ними следовали осенние пики производства и продаж, а в первое полугодие заводы работали вполсилы в ожидании следующего сезона.
В середине 1930-х годов экономический кризис и давление крупных компаний вытеснили с рынка радиоламп мелких производителей. Конкуренция между оставшимися игроками усилилась, а рентабельность уменьшилась — этому способствовали истечение патентов Marconi, отказ британской промышленности от картельного ценообразования и импорт недорогой американской продукции. Сверхприбыли конца 1920-х годов навсегда остались в прошлом. Крупнейшие британские компании обратились к стратегии вертикальной интеграции и начали планомерное поглощение своих основных клиентов — радиосборочных предприятий; те, в свою очередь, активно сопротивлялись атакам и в целом сумели сохранить независимость. В 1934 году Эрикс планировал захватить треть британского рынка бытовой аппаратуры и производить 400—450 тысяч приёмников ежегодно, но к началу Второй мировой войны доля Mullard на этом рынке достигла лишь 12,7 %.
На национальном рынке радиоламп Mullard по-прежнему доминировал; уже в 1937 году компания исчерпала возможности расширения главного завода в Митчеме. Эрикс принял решение строить новый завод на севере страны, на окраине Блэкберна. Первая очередь заложенного в марте 1938 года завода вступила в строй накануне начала Второй мировой войны.

## Вторая мировая война
В 1938 году эйндховенский завод Philips начал выпуск бесцокольного высокочастотного пентода EF50. Новейшее, революционное поколение бесцокольных ламп было разработано Philips для применения в бытовых телевизорах, как доступная альтернатива дорогостоящим американским «желудям». За неделю до вторжения Германии в Польшу Чарльз Орр Стэнли продемонстрировал публике первые бытовые телевизоры, укомплектованные EF50. Блок радиоприёмного канала этих телевизоров (так называемый англ. Pye Strip) идеально подошёл для опытной британской бортовой РЛС AI Mk. I; первые шесть самолётов-целеуказателей, вооружённых новейшей РЛС, заступили на боевое дежурство в течение августа 1939 года. Так, ещё до начала войны, сугубо гражданская лампа стала важным стратегическим ресурсом.
В конце 1939 года компания Mullard начала строительство второй очереди завода в Блэкберне, предназначенной для выпуска EF50. Вскоре, в начале 1940 года германское вторжение в Нидерланды стало неминуемым. Братья Филипс, опасаясь национализации Mullard, перевели «дочку» в номинальное владение британского траста, а британцы убедили голландцев передать им все уже выпущенные EF50. 9 мая 1940 года, накануне вторжения, голландцы отправили в Англию демонтированную производственную линию и наличный запас ламп и полуфабрикатов. Бежавший в Англию Антон Филипс лично передал заводу в Блэкберне стратегический запас промышленных алмазов, применявшихся при волочении вольфрамовой проволоки. На этом связь Mullard и Philips прервалась. В течение 1940 года технологи Mullard наладили выпуск пентода RL7 — усовершенствованного варианта EF50, работавшего на частотах до 300 МГц. К концу войны годовой выпуск заводов в Митчеме и Блэкберне составил 5 и 6,5 миллионов ламп. Завод в Блэкберне ни разу не подвергался воздушным налётам немцев; завод в Митчеме пережил бомбардировку в октябре 1940 года и прямое попадание ракеты Фау-1 в июне 1944 года.
Во течение всей войны Mullard действовала автономно от Philips, и сохранила автономность в первые послевоенные десятилетия. Компания была фактически разделена на две части, «британскую» и «голландскую». Военные власти считали, что разветвлённая сеть Philips неизбежно станет каналом утечки информации к немцам, и полностью отстранили менеджеров-голландцев от производства, занятого оборонным заказом. Mullard, как «иностранный агент», была исключена из всех программ военно-технических исследований. В результате в первые послевоенные годы сложилась парадоксальная ситуация: крупнейший в стране производитель радиоламп технологически отстал от объективно слабейших конкурентов, вовлечённых в военные исследования.

## Послевоенный успех
С окончанием войны электровакуумная промышленность Великобритании, лишившаяся оборонного заказа, вернулась на гражданский рынок. Mullard требовалось срочно наверстать технологическое отставание военных лет — для этого в ноябре 1946 года компания основала собственный научно-исследовательский институт (Mullard Research Laboratory, MRL). Ныне не существующие здания первой очереди MRL располагались в местечке Селфордс на окраине Редхилла. Эрикс рассчитывал, что собственный институт привлечёт государственный заказ на исследования, и тем самым позволит Mullard приобщиться к массе засекреченных научных и прикладных знаний. Стратегия сработала, и в течение нескольких лет компания получила крупные заказы на разработки ускорителей частиц, систем связи, радиолокационного, ультразвукового и телевизионного оборудования. К началу 1950-х годов внешние клиенты приносил MRL более 70 % доходов — это принципиально отличало MRL от Лаборатории Philips, работавшей исключительно на внутренний заказ. Численность персонала MRL достигала 750 человек.
Ключевым направлением исследований, позволившим компании захватить лидерство на послевоенном гражданском рынке, стала разработка схемотехники бытовых телевизоров и специализированных телевизионных приёмно-усилительных ламп. Практически все британские телевизоры 1950-х годов строились по схемам, разработанным Mullard, и использовали номенклатуру телевизионных ламп Mullard. В начале 1950-х Mullard заняла твёрдое первое место на закрытом от иностранных компаний британском рынке радиоламп и кинескопов. Завод в Блэкберне, где трудилось до 7500 человек, стал флагманским сборочным производством; полуфабрикаты для него поставляли новые заводы во Флитвуде (открыты в 1949 и 1951 годы), Ротенстоле (1953), Литеме (1954) и Саутпорте (1954). К 1954 году доля компании в национальном производстве радиоламп достигла 58 %, в производства кинескопов — 37 %. На рынке кинескопов у Mullard был сильный конкурент — учреждённый компаниями Edison Swan и BTH холдинг AEI (31 %); на рынке радиоламп ближайший конкурент (тот же AEI) пятикратно уступал Mullard. В укрупнённых статистических отчётах того времени вся электровакуумная промышленность Великобритании делилась на два сегмента — Mullard и «все прочие» производители.
Показатели рентабельности Mullard (норма прибыли 47,2 % в 1951 году) были лучшими в отрасли: компания могла устанавливать цены выше, чем конкуренты, и при этом наращивать объём продаж в натуральном выражении. Клиенты — прежде всего производители телевизоров — не имели другого выбора: никто из британских конкурентов не мог предложить всего необходимого ассортимента, а импорт в страну зарубежных комплектующих был затруднён.
В 1960-е годы доля компании на национальном рынке электронных компонентов достигла пика. Высокочастотные и высоковольтные узлы телевизоров долго не поддавались транзисторизации, что гарантировало спрос на устаревавшие, но пока незаменимые радиолампы. Рынок телевизоров и кинескопов процветал благодаря внедрению вещания с разрешением 625 строк (1964 год) и цветного телевидения (1968 год). Компания открыла ещё один завод по производству кинескопов, в Дареме; завод в Блэкберне ежегодно выпускал 50 миллионов приёмно-усилительных ламп. Mullard могла не опасаться появления новых, высокоэффективных конкурентов: британский рынок был слишком мал, а порог вхождения на него — слишком высок. Главной угрозой благополучию Mullard был её владелец: Philips, как крупнейший в Европе производитель телевизоров, жёстко конкурировал с британскими заводами — клиентами Mullard, — и тем самым угрожал сбыту её продукции. На закрытом рынке военно-прикладных исследований Mullard и Philips конкурировали между собой непосредственно.
Эрикс и его преемник Фрэнсис Джонс, как могли, дистанцировались от Philips и поддерживали в обществе имидж «независимой», «настоящей британской» компании. Голландцы не возражали: пиар Mullard укладывался в рамки корпоративной стратегии, которая опиралась на строительство сильных национальных компаний-брендов (Valvo в Германии, Radiotechnique-Compelec во Франции, Mullard в Великобритании). Но технологическая зависимость Mullard от Philips с каждым годом нарастала; в 1976 году министр промышленности и торговли Джеральд Кауфман признал, что в британском производстве кинескопов не осталось и капли британских технологий — все решения и процессы, применявшиеся Mullard, были заимствованы у Philips. Былая автономия Mullard осталась в прошлом, и в 1960—1970-е годы голландцы полностью вернули себе операционный контроль над британской «дочкой».

## Производство полупроводников
В 1954 году MRL начала опытные работы по полупроводниковым технологиям. В 1955 году завод Mullard в Митчеме начал серийный выпуск германиевых диодов и транзисторов, а в 1957 году начало действовать новое крупносерийное производство в Саутгемптоне, благодаря которому уже год спустя компания заняла 55 % британского рынка полупроводниковых приборов.
Успех оказался скоротечным: в 1960-е годы, по мере перехода американской промышленности с германия на кремний, Mullard навсегда утратила лидирующее положение. Компанию подвела её традиционная стратегия — опора на собственные технологические разработки, самостоятельное проектирование и изготовление производственного оборудования. Потеряв несколько лет в безуспешных попытках создать собственную планарную технологию, Mullard была вынуждена закупить оборудование в США. Переход от выпуска дискретных транзисторов к выпуску интегральных схем был дополнительно осложнён непоследовательной технической политикой материнской компании. Philips распыляла силы на разработку нескольких конкурирующих семейств логических микросхем и слишком долго поддерживала бесперспективные гибридные логические микросхемы. Mullard начала малосерийное производство собственной интегральной логики уже в 1965 году, а первое «общекорпоративное» семейство диодно-транзисторной логики Philips появилось лишь два года спустя. По этим причинам, несмотря на фактическое поглощение Mullard ближайшего конкурента — полупроводникового дивизиона GEC, — уже к 1962 году доля объединения Mullard-GEC снизилась до 49 %, а к 1968 году Mullard-GEC уступила первое место среди британских производителей полупроводников местному отделению Texas Instruments.
Компания более не пыталась захватить массовый рынок транзисторов и интегральных схем, но сосредоточилась на высокодоходном производстве для военных, промышленных, медицинских и научных заказчиков. Mullard не занималась агрессивной скупкой активов и технологий, и по-прежнему опиралась лишь на ресурсы группы Philips; как следствие, отставание от американцев и японцев год от года нарастало.

## Угасание и ликвидация
В 1970-е годы лампы окончательно уступили транзисторам; к концу десятилетия выпуск ламп массовых телевизионных серий полностью прекратился, а основной «дойной коровой» Mullard стал выпуск кинескопов. Устаревавшее с каждым годом производство держалось на плаву благодаря британским законам, которые вынуждали японских поставщиков телевизоров использовать британские кинескопы. После обрушения рынка в середине 1970-х годов в Великобритании выжило всего два производителя кинескопов — завод Mullard в Блэкберне и основанный в 1974 году завод Sony в Уэльсе. Фактическая монополия гарантировала Mullard безбедное существование. Японские заказчики возмущались низким, по их мнению, качеством и высокими ценами продукции Mullard, но не имели иного выбора. Новый руководитель Mullard Джек Акерман активно и успешно лоббировал ужесточение протекционистских мер против азиатских производителей, но при этом и сам время от времени импортировал кинескопы из Азии, чтобы восполнить дефицит собственной продукции. Когда эта практика была предана гласности, компанию обвинили в фальсификации данных о стране происхождения, а Акермана — в двурушничестве.
В конце 1970-х и начале 1980-х MRL и заводы Mullard активно разрабатывали и внедряли, с переменным успехом, новейшие медийные технологии. Относительно удачным было участие Mullard во внедрении системы телетекст. В 1978—1980 годы компания разработала чипсет декодера телетекста третьего поколения. Микросхемы этого семейства, вначале стоившие запретительно дорого для массового потребителя, со временем подешевели и стали стандартным решением для бытовых телевизоров. К тому времени, когда это стало возможным, главные конкуренты Mullard на этом рынке (GEC и Texas Instruments) уже свернули работы по телетексту. Mullard удачно воспользовалась конкурентным преимуществом — старыми связями с производителями телевизоров — и стала монопольным поставщиком декодеров на европейские рынки. Попытка внедрить на массовый рынок оптические видеодиски, напротив, обернулась провалом. Опытное производство видеодисков на заводе в Блэкберне началось в 1981 году. Технология оказалась чрезвычайно трудоёмкой, процент брака непредсказуемо колебался от 10 % до 90 %, но Philips уверенно заявляла что готова перетерпеть несколько убыточных лет ради будущих успехов. Дорогостоящий формат не был востребован рынком, и в 1986 году Philips передало убыточное производство совместному предприятию по производству звуковых компакт-дисков Philips-DuPont (PDO).
В середине 1980-х годов Philips приняла решение консолидировать все операции под собственным именем и вывести из оборота исторические национальные бренды. В 1988 году торговая марка Mullard прекратила существование. В это время финансовое положение бывшей Mullard ещё оставалось стабильным, на пяти заводах компании работали 12 тысяч человек. Полупроводниковые заводы Mullard в Стокпорте и Саутгемптоне продолжили работу под маркой Philips, а в 2000-е годы, в ходе очередной реструктуризации, перешли от Philips к новой независимой компании NXP Semiconductors. Исторический завод в Блэкберне, пережив череду реорганизаций и сокращений, в 2001 году перешёл во владение совместного предприятия по производству кинескопов LG.Philips Displays, а затем был выделен в самостоятельную компанию Blackburn Microtest Solutions (BMS). Попытки продавать безнадёжно устаревшие кинескопы в Китай провалились, и в 2009 году производство в Блэкберне было закрыто.
Имя Mullard сохранилось в названиях Маллардовской радиоастрономической обсерватории при Кембриджском университете (основана в 1956 при финансовом участии Mullard) и Маллардовской лаборатории космических исследований при Университетском колледже Лондона (основана в 1966), а также ежегодной Маллардовской премии Лондонского королевского общества (учреждена на пожертвования компании в 1966 году). Вакуумные лампы, выпускавшиеся в конце XX века и начале XXI века под брендом Mullard, в действительности были изготовлены на заводах Китая, России и стран Восточной Европы. Уже в 1980-е годы на рынке США появились лампы венгерского завода Tungsram, маркированные клеймом «Mullard Made in Britain»; в 1990-е годы недобросовестные дилеры то и дело маркировали клеймом Mullard некондиционные лампы из старых запасов, а затем начались и «авторизованные» поставки ламп-новоделов. Лампы 12AX7 китайской компании Shuguang точно повторяют конструкцию британского прототипа и, вероятно, были изготовлены на старом оборудовании Mullard, вывезенном в Китай. Лампы иных производителей и вовсе не имеют ничего общего с подлинными Mullard.